# 怒江槭
怒江槭（学名：Acer chienii）是无患子科槭属的植物。分布在缅甸北部以及中国大陆的云南省等地，生长于海拔2,500米至3,000米的地区，多生长在疏林中，目前尚未由人工引种栽培。